# Fernando Sorrentino
Fernando Hugo Sorrentino (Buenos Aires, 8 de noviembre de 1942) es un escritor, narrador, ensayista y profesor de literatura argentino de instituciones educativas de niveles secundarios y universitarios.

## Trayectoria
Nació el 8 de noviembre de 1942 en Buenos Aires, Argentina. Desde 2011 reside en Martínez, provincia de Buenos Aires. En 1968 obtuvo el título de Profesor de Castellano, Literatura y Latín en la Escuela Normal de Profesores Mariano Acosta. 
Sus relatos se caracterizan por una interesante mezcla de imaginación y humor que a veces raya en lo grotesco. Algunos de sus cuentos han sido traducidos al inglés y han sido publicados en varias revistas literarias y antologías en los Estados Unidos y Gran Bretaña. 
Además de obras de ficción y de periodismo cultural, ha escrito ensayos completos de autores clásicos españoles y argentinos (Don Juan Manuel, arcipreste de Hita, Juan Ruiz de Alarcón, Mariano José de Larra, José Hernández) y ha editado varias antologías de cuentos de Argentina que han sido publicadas por la editorial Plus Ultra de Buenos Aires. 
Fernando Sorrentino ha trabajado en la sección literaria de los  diarios La Nación, Clarín, La Opinión, La Prensa, Letras de Buenos Aires y Proa.

## Obras (selección)

### Colecciones
- La regresión zoológica. Buenos Aires. Editores Dos, 1969, 154 págs.
- Imperios y servidumbres. Barcelona. Editorial Seix Barral, 1972, 191 págs. ISBN 8432213446, ISBN 9788432213441
- El mejor de los mundos posibles. Buenos Aires. Editorial Plus Ultra, 1976, 206 págs.
- En defensa propia. Buenos Aires. Editorial de Belgrano, 1982, 125 págs. ISBN 9500770253, ISBN 9789500770255
- El rigor de las desdichas. Buenos Aires. Ediciones del Dock, 1994, 81 págs. ISBN 9879061004, ISBN 9789879061008
- La Corrección de los Corderos, y otros cuentos improbables. Buenos Aires. Editorial Abismo, 2002, 194 págs. ISBN 9789871070084, ISBN 987107008X
- Existe un hombre que tiene la costumbre de pegarme con un paraguas en la cabeza. Barcelona. Ediciones Carena, 2005, 356 págs. ISBN 8496357120, ISBN 9788496357129
- El regreso. Y otros cuentos inquietantes. Buenos Aires. Editorial Estrada, 2005, 80 págs. ISBN 9789500109666
- Biblioteca Mínima de Opinión. Santa Cruz de la Sierra. Editora Opinión, 2007, 32 págs.
- Costumbres del alcaucil. Buenos Aires. Editorial Sudamericana, 2008, 64 págs. ISBN 9789500729123
- El crimen de san Alberto. Buenos Aires. Editorial Losada, 2008, 186 págs. ISBN 9789500342292
- El centro de la telaraña, y otros cuentos de crimen y misterio. Buenos Aires. Editorial Longseller, 2008, 64 págs. Nueva edición: El centro de la telaraña, y otros cuentos de crimen y misterio. Buenos Aires. Editorial Longseller, 2014, 96 págs. ISBN 9798575545088
- Paraguas, supersticiones y cocodrilos (Verídicas historias improbables). Veracruz (México), Instituto Literario de Veracruz, El Rinoceronte de Beatriz, 2013, 140 págs.
- Problema resuelto / Problem gelöst, edición bilingüe español/alemán, Düsseldorf, DUP (Düsseldorf University Press), 2014, 252 págs. ISBN 3943460657, ISBN 978-3943460650
- Los reyes de la fiesta, y otros cuentos con cierto humor, Madrid, Apache Libros, 2015, 208 págs. ISBN 849449290X, ISBN 978-8494492907

## Novelas
- Sanitarios centenarios, Buenos Aires, Editorial Plus Ultra, 1979, 144 págs. ISBN 978-950-21-0408-9
- Sanitario centenario, Buenos Aires, Editorial Sudamericana, 2000, 160 págs. ISBN 978-950-07-1731-1, ISBN 950-07-1731-X
- Crónica costumbrista, Buenos Aires, Ediciones Pluma Alta, 1992, 68 págs. ISBN 9879905202, ISBN 978-9879905203

### Literatura infantil y juvenil
- Cuentos del Mentiroso, Buenos Aires, Editorial Plus Ultra, 1978, 96 págs. (Faja de Honor de la S.A.D.E. [Sociedad Argentina de Escritores]); reedición (con modificaciones), Buenos Aires, Grupo Editorial Norma, 2002, 140 págs.; nueva reedición (con nuevas modificaciones), Buenos Aires, Cántaro, 2012, 176 págs. ISBN 987545060X, ISBN 9789875450608
- El remedio para el rey ciego, Buenos Aires, Editorial Plus Ultra, 1984, 78 págs. ISBN 9789502106243
- El Mentiroso entre guapos y compadritos, Buenos Aires, Editorial Plus Ultra, 1994, 96 págs. ISBN 9502111281, ISBN 9789502111285
- La recompensa del príncipe, Buenos Aires, Editorial Stella, 1995, 160 págs. ISBN 9505252692, ISBN 978-9505252695
- Historias de María Sapa y Fortunato, Buenos Aires, Editorial Sudamericana, 1995, 72 págs. (Premio Fantasía Infantil 1996); reedición: Ediciones Santillana, 2001, 102 págs. ISBN 9500710757, ISBN 9789504609811
- El Mentiroso contra las Avispas Imperiales, Buenos Aires, Editorial Plus Ultra, 1997, 120 págs. ISBN 978-950-21-1283-1, ISBN 950-21-1283-0
- La venganza del muerto, Buenos Aires, Editorial Alfaguara, 1997, 92 págs. ISBN 9505113129, ISBN 9789505113125
- El que se enoja, pierde, Buenos Aires, Editorial El Ateneo, 1999, 56 págs. ISBN 9500285142, ISBN 978-9500285148
- Aventuras del capitán Bancalari, Buenos Aires, Editorial Alfaguara, 1999, 92 págs. ISBN 9505115202, ISBN 978-9505115204
- Cuentos de Don Jorge Sahlame, Buenos Aires, Ediciones Santillana, 2001, 134 págs. ISBN 978-950-46-0983-4, ISBN 950-46-0983-X
- El Viejo que Todo lo Sabe, Buenos Aires, Ediciones Santillana, 2001, 94 págs. ISBN 9504609856, ISBN 978-9504609858
- Burladores burlados, Buenos Aires, Editorial Crecer Creando, 2006, 104 págs. ISBN 9879197348, ISBN 978-9879197349
- La venganza del muerto y otras aventuras. Buenos Aires, Editorial Alfaguara, 2011, 160 págs. ISBN 9870416241, ISBN 9789870416241

### Antologías (como editor)
- Treinta y cinco cuentos breves argentinos, Buenos Aires, Editorial Plus Ultra, 1973, 186 págs. ISBN 9502104374, ISBN 978-9502104379
- Treinta cuentos hispanoamericanos (1875-1975), Editorial Plus Ultra, 1976, 286 págs. ISBN 9789502104355
- Cuentos argentinos de imaginación, Buenos Aires, Editorial Atlántida, 1974, 136 págs.
- Treinta y seis cuentos argentinos con humor, Buenos Aires, Editorial Plus Ultra, 1976, 240 págs. ISBN 9502104315, ISBN 978-9502104317
- Diecisiete cuentos fantásticos argentinos, Buenos Aires, Editorial Plus Ultra, 1978, 190 págs. ISBN 9789502104119
- Nosotros contamos cuentos, Buenos Aires, Editorial Plus Ultra, 1987, 166 págs. ISBN 9502108590, ISBN 9789502108599
- Historias improbables. Antología del cuento insólito argentino, Buenos Aires, Editorial Alfaguara, 2007, 136 págs. ISBN 9789870405
- Ficcionario argentino (1840-1940). Cien años de narrativa: de Esteban Echeverría a Roberto Arlt, Buenos Aires, Editorial Losada, 2012, 406 págs. ISBN 950039930X, ISBN 9789500399302
- Cincuenta cuentos clásicos argentinos. De Juan María Gutiérrez a Enrique González Tuñón, Buenos Aires, Editorial Losada, 2016, 220 págs. ISBN 9500372827, ISBN 978-9500372824

## Ensayos
- El forajido sentimental. Incursiones por los escritos de Jorge Luis Borges, Buenos Aires, Editorial Losada, 2011, 200 págs. ISBN 9500398478, ISBN 9789500398473

## Entrevistas
- Siete conversaciones con Jorge Luis Borges, Buenos Aires, Editorial Casa Pardo, 1974, 164 págs.; reedición (con notas revisadas y actualizadas), Buenos Aires, Editorial El Ateneo, 1996, 272 págs.; nueva reedición, Buenos Aires, Editorial El Ateneo, 2001, 272 págs.; reedición, Buenos Aires, Editorial Losada, 2007, 272 págs. ISBN 950028460X, ISBN 9789500284608
- Siete conversaciones con Adolfo Bioy Casares, Buenos Aires, Editorial Sudamericana, 1992, 270 págs.; reedición, Buenos Aires, Editorial El Ateneo, 2001, 270 págs.; reedición, Buenos Aires, Editorial Losada, 2007, 270 págs. ISBN 9500286394, ISBN 978-9500286398
- Conversaciones con Jorge Luis Borges, Buenos Aires, Editorial Losada, 2017, 96 págs. Selección de las opiniones de Borges organizadas en nueve temas: “Geografías”, “Astucias literarias”, “Tango”, “Política”, “Colegas argentinos”, “Deportes”, “Escritores españoles”, “Dante Alighieri” y “Trabajos y bibliotecas”. ISBN 9500373254, ISBN 9789500373258

## Premios y distinciones
- Primer Premio de Cuentos otorgado por la revista Testigo. 1970.[1]
- Segundo Premio Municipal de Literatura, otorgado por El mejor de los mundos posibles. 1976.[1]
- Faja de honor de la Sociedad Argentina de Escritores (SADE), por Cuentos del Mentiroso. 1978.
- Primer Premio de Cuentos otorgado por la Fundación Arcano. 1994.[1]
- Premio Konex, Literatura de Humor, otorgado por la Fundación Konex. 1994.[1]
- Segundo Premio Municipal de Literatura, por El rigor de las desdichas. 1994.
- Premio Fantasía Infantil, por Historias de María Sapa y Fortunato. 1996.
- Premio Eduardo Mallea, por el manuscrito de novela inédita Un estilo de vida. 1995-1997.[1]